# Schleswigs domkyrka

Schleswigs domkyrka (tyska: Schleswiger Dom; officiellt Sankt-Petri-Dom zu Schleswig; danska: Slesvig domkirke) ligger i Schleswig (på danska Slesvig) i förbundslandet Schleswig-Holstein i Tyskland. Byggnaden var domkyrka i det danska medeltida stiftet Slesvigs stift.

## Kyrkobyggnaden
Kyrkan uppfördes omkring år 1030. Flera ombyggnader från 1200 till 1500 omdanade kyrkan till en treskeppig hallkyrka. Nuvarande kyrktorn uppfördes 1894. Ursprungligen hade kyrkan två torn, men dessa rasade samman 1275 och återuppfördes aldrig.